# کلاودیو بروک
کلاودیو بروک (اسپانیایی: Claudio Brook‎؛ ‏ ۲۸ اوت ۱۹۲۷ – ۱۸ اکتبر ۱۹۹۵) بازیگر اهل مکزیک بود.
از فیلم‌هایی که وی در آن نقش داشته‌است، می‌توان به نوبت توست که بمیری، جواز قتل، ملک‌الموت، راه شیری، باران شیطان، ترور تروتسکی، شمعون صحرا، جنجال بزرگ، بازگشت مردی به نام اسب، قصر لذت، تِـرِسا و جرونیمو اشاره کرد.